# Plandefai
Planfoy és un municipi francès situat al departament del Loira i a la regió d'Alvèrnia-Roine-Alps. L'any 2007 tenia 901 habitants.

## Demografia

### Població
El 2007 la població de fet de Planfoy era de 901 persones. Hi havia 342 famílies de les quals 68 eren unipersonals (48 homes vivint sols i 20 dones vivint soles), 135 parelles sense fills, 135 parelles amb fills i 4 famílies monoparentals amb fills.
La població ha evolucionat segons el següent gràfic:
Habitants censats

### Habitatges
El 2007 hi havia 412 habitatges, 355 eren l'habitatge principal de la família, 41 eren segones residències i 16 estaven desocupats. 363 eren cases i 48 eren apartaments. Dels 355 habitatges principals, 288 estaven ocupats pels seus propietaris, 60 estaven llogats i ocupats pels llogaters i 7 estaven cedits a títol gratuït; 1 tenia una cambra, 18 en tenien dues, 39 en tenien tres, 85 en tenien quatre i 212 en tenien cinc o més. 294 habitatges disposaven pel capbaix d'una plaça de pàrquing. A 119 habitatges hi havia un automòbil i a 219 n'hi havia dos o més.

### Piràmide de població
La piràmide de població per edats i sexe el 2009 era:
| Homes | Edats   | Dones |
| ----- | ------- | ----- |
| 0     | 95 o +  | 0     |
| 0     | 90 a 94 | 0     |
| 0     | 85 a 89 | 0     |
| 0     | 80 a 84 | 0     |
| 12    | 75 a 79 | 4     |
| 32    | 70 a 74 | 16    |
| 20    | 65 a 69 | 24    |
| 36    | 60 a 64 | 20    |
| 24    | 55 a 59 | 28    |
| 40    | 50 a 54 | 36    |
| 28    | 45 a 49 | 36    |
| 40    | 40 a 44 | 32    |
| 36    | 35 a 39 | 20    |
| 24    | 30 a 34 | 44    |
| 24    | 25 a 29 | 16    |
| 40    | 20 a 24 | 12    |
| 24    | 15 a 19 | 12    |
| 24    | 10 a 14 | 24    |
| 24    | 5 a 9   | 36    |
| 36    | 0 a 4   | 16    |

## Economia
El 2007 la població en edat de treballar era de 613 persones, 438 eren actives i 175 eren inactives. De les 438 persones actives 416 estaven ocupades (225 homes i 191 dones) i 22 estaven aturades (5 homes i 17 dones). De les 175 persones inactives 80 estaven jubilades, 65 estaven estudiant i 30 estaven classificades com a «altres inactius».

### Ingressos
El 2009 a Planfoy hi havia 358 unitats fiscals que integraven 963 persones, la mediana anual d'ingressos fiscals per persona era de 22.495 €.

### Activitats econòmiques
Dels 33 establiments que hi havia el 2007, 1 era d'una empresa alimentària, 1 d'una empresa de fabricació de material elèctric, 3 d'empreses de fabricació d'altres productes industrials, 5 d'empreses de construcció, 8 d'empreses de comerç i reparació d'automòbils, 1 d'una empresa de transport, 5 d'empreses d'hostatgeria i restauració, 1 d'una empresa d'informació i comunicació, 1 d'una empresa financera, 1 d'una empresa immobiliària, 1 d'una entitat de l'administració pública i 5 d'empreses classificades com a «altres activitats de serveis».
Dels 9 establiments de servei als particulars que hi havia el 2009, 1 era un taller de reparació d'automòbils i de material agrícola, 1 paleta, 1 guixaire pintor, 1 lampisteria, 1 electricista i 4 restaurants.
Dels 3 establiments comercials que hi havia el 2009, 1 era una botiga de menys de 120 m², 1 una fleca i 1 una carnisseria.
L'any 2000 a Planfoy hi havia 8 explotacions agrícoles que ocupaven un total de 300 hectàrees.

## Equipaments sanitaris i escolars
El 2009 hi havia 2 escoles elementals.

## Poblacions properes
El següent diagrama mostra les poblacions més properes.